# NUT Motorcycles
NUT Motorcycles fou una empresa fabricant de motocicletes britànica amb seu a Newcastle upon Tyne que va ser fundada el 1912 per Hugh Mason i Jock Hall. Ambdós havien estat fabricant motocicletes des del 1906 sota una marca basada en les inicials de Mason, HM, i més tard amb el nom de Jesmond and Bercley. El 1913, les seves motocicletes de competició disputaven amb èxit les curses del TT de l'Illa de Man (la NUT amb motor JAP de Hugh Mason va guanyar el Junior TT d'aquell any per només 46 segons d'avantatge sobre el segon classificat).
Originalment basada en motors JAP i Villiers, NUT va començar a construir les seves pròpies motos esportives V-twin. Després de nous èxit en competició, Mason i Hall es van traslladar a uns locals més grans, però l'empresa no va poder sobreviure a la Primera Guerra Mundial i es va declarar en fallida. El negoci va ser comprat per Robert Ellis, qui el va reiniciar el 1921 com a Hugh Mason and Company, però va fracassar el 1922. Entre 1923 i 1933 encara es van continuar fabricant motocicletes amb el nom NUT, però el 1933 l'empresa va tancar definitivament.

## Models

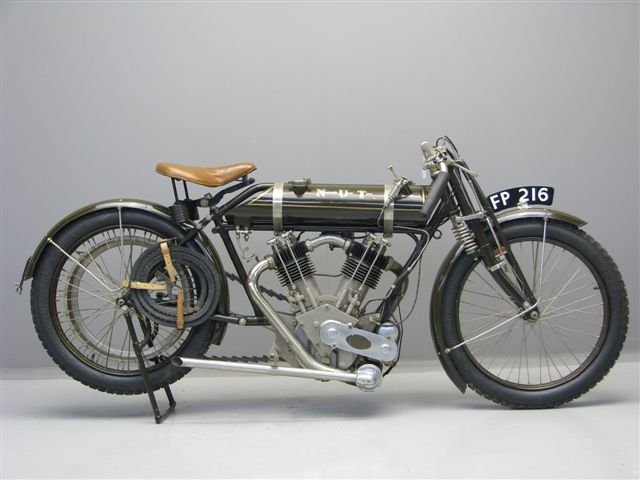
NUT 1000 cc amb motor JAP de 1914

| Model            | Any  | Notes              |
| ---------------- | ---- | ------------------ |
| NUT 1000cc       | 1914 | V Twin             |
| NUT 500cc        | 1914 | JAP V Twin         |
| NUT 998cc        | 1922 | V Twin             |
| NUT 700cc        | 1923 | V Twin             |
| NUT 700cc        | 1925 | V Twin             |
| 172cc single     |      | Villiers dos temps |
| NUT 750cc        |      | V twin             |
| 350cc Blackburne |      |                    |
| NUT 698cc        | 1929 | JAP                |